# Børglum
Børglum es una pequeña localidad de la región de Jutlandia Septentrional, en Dinamarca. Pertenece al municipio de Hjørring y se localiza a 8 km al este de Løkken y a 8 km al oeste de Vrå. A 2 km de distancia al oeste del pueblo se encuentra lo que fue el monasterio de Børglum.
Børglum es una localidad agrícola. Se menciona por primera vez en la historia con el nombre de Burhlanis hacia el año 1100. Posiblemente su nombre provenga de las raíces borg: "castillo", y lan: "camino". En el lugar el rey de Dinamarca tuvo tierras en propiedad, que en la década de 1130 fueron cedidas al obispo de Vestervig, quien cambió su sede a Børglum. La Orden Premonstratense se estableció hacia 1205, y de ese tiempo data el monasterio y la iglesia actual. Esta última sirvió de catedral hasta la reforma protestante del siglo XVI. 
La historia de Børglum estuvo ligada al rico monasterio y a su obispo. No obstante, el lugar nunca llegó a crecer significativamente. Los monjes realizaban su comercio en Hjørring, ciudad donde además residía el obispo y se reunía el clero.
Con la llegada de la reforma, las propiedades del clero fueron confiscadas, las tierras de Børglum pasaron a manos de la corona y después a propiedad privada. El monasterio fue modificado para servir de casa señorial.
La iglesia del antiguo monasterio, hoy iglesia parroquial, aún conserva cierto carácter medieval.